# 本杰明·泰勒
本杰明·泰勒（英語：Benjamin Taylor，1976年3月22日—），澳大利亚男子曲棍球运动员，场上位置是中场。他曾代表澳大利亚国家队参加2002年英联邦运动会曲棍球比赛，获得一枚金牌。